# هيكارو (مغنية)
هيكارو هي مغنية يابانية ولدت في 2 يوليو 1987.

## وصلات خارجية
- هيكارو على موقع ميوزك برينز (الإنجليزية)
- هيكارو على موقع ميوزك برينز (الإنجليزية)
- هيكارو على موقع ديسكوغز (الإنجليزية)